# Siete espíritus de Dios

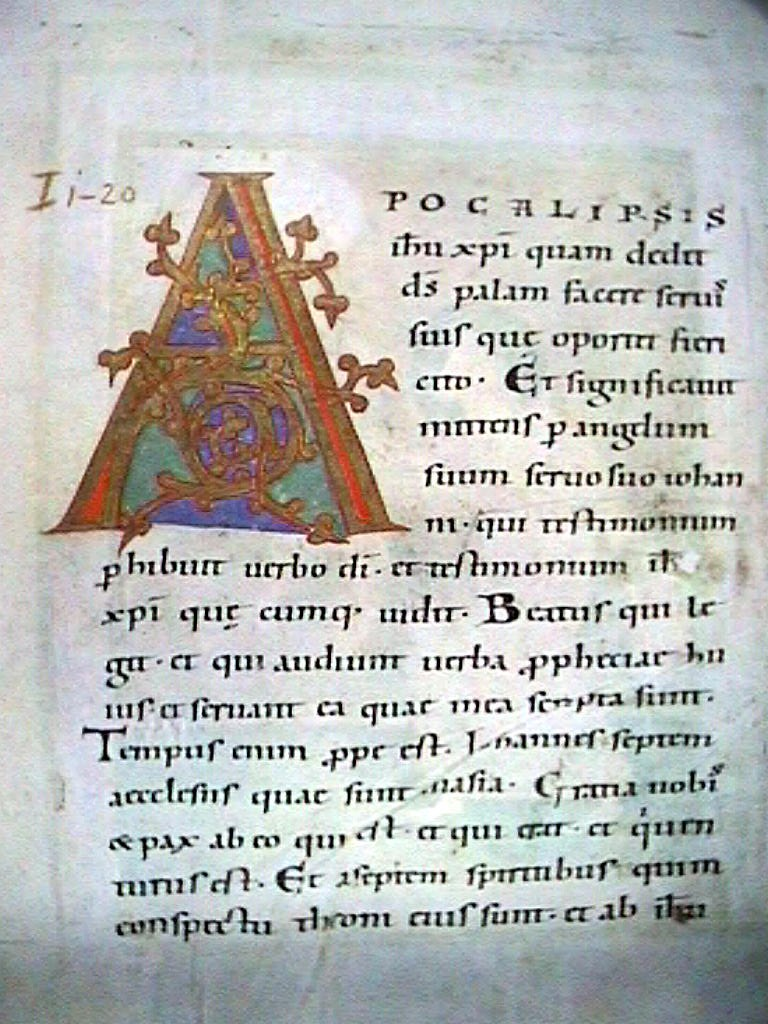
El Libro del Apocalipsis 1:1-4 (con la referencia a los Siete Espíritus) del Apocalipsis de Bamberg,.

En la Biblia, el término Siete espíritus de Dios aparece cuatro veces en el Libro del Apocalipsis. El significado de este término ha sido interpretado de múltiples maneras.